# Джон Девіс (важкоатлет)
Джон Девіс (англ. John Davis, 12 січня 1921 — 13 липня 1984) — американський важкоатлет.
Олімпійський чемпіон 1948 (понад 82,5 кг), 1952 (понад 90 кг) років.
Переможець Панамериканських ігор 1951 року в категорії понад 90 кг.
Чемпіон світу з важкої атлетики 1938 (82,5 кг), 1946 (понад 82,5 кг), 1947 (понад 82,5 кг), 1949 (понад 82,5 кг), 1950 (понад 90 кг), 1951 (понад 90 кг) років, срібний призер 1953 року в категорії понад 90 кг.